# Liste der Naturdenkmale in Spiesheim
Die Liste der Naturdenkmale in Spiesheim nennt die im Gemeindegebiet von Spiesheim ausgewiesenen Naturdenkmale (Stand 29. Februar 2024).

## Ehemalige Naturdenkmale
| Nr. | Bezeichnung  | Lage                                                | Beschreibung                                              | Bild            |
| --- | ------------ | --------------------------------------------------- | --------------------------------------------------------- | --------------- |
|     | Walnussbäume | nordwestlich des Ortes; Flur Im Eichlocher Weg Lage | Juglans regia, mehrere Bäume; Rechtsverordnung aufgehoben | Fotos hochladen |